# Анна Тер-Аветикян
Анна Тиграновна Тер-Аветикян (на арменски: Աննա Տեր-Ավետիքյան) е първата жена-архитект в Армения. Автор на множество забележителни сгради из цяла Армения, носител на редица награди за труда си.

## Ранни години
Анна Тер-Аветикян е родена на 23 октомври 1908 г. в Ереван, който по това време е част от Руската империя. Произхожда от семейство на архитекти и градоначалници, което я насърчава от ранните ѝ години да развива усет към сградите. Семейството ѝ проектира система за дистрибуция на питейна вода в Ереван, както и първата болница в града и други забележителни днес сгради. Бащай и брат ѝ – Тигран Тер-Аветикян и Ерванд, създават Филхармоничната зала в Ереван, сградата на Кметството и други важни сгради.
През 1924 г. записва в Университета по Архитектура и конструкции в Ереван и учи архитектура. Още през 1926 г., успоредно с ученето, започва да работи в помощ на най-значимите архитекти от своето време Никогаус Буниатиян и Александър Таманян.

## Кариера
Заедно със съпруга си, Тер–Аветикян проектира пожарната и полицейската служби в Ереван, както и кино „Сасунтси Тавит“, което по-късно е съборено. През 1938 г. неин проект печели признание в Парижката международна изложба „Жените в изкуството и фолклорното изкуство“и същата година печели награда Лауреат на всесъюзните артисти жени-архитекти. Между 1941 и 1943 г. е Председател на съюза на архитектите в Армения.
През кариерата си е създател на множество жилищни сгради, офис сгради, училища, болници. Сред нейните проекти са още „Арменфилм“ – филмото встудио в Ереван, сградата на Министерство на търговията, Института по езици в Ереван, училища в Ечмиазин, Кировакан, Ленинакан, Степанаван и Ереван, болница в Нор Байазет.
За проектите ѝ са характерни класически архитектурен дизайн, чиста композиция, декоративни елементи, типични за арменската архитектура.

## Наследство
Анна Тер-Аветикян умира на 16 януари 2013 г. в Ереван. Тя проектира над 40 сгради в цяла Армения, с което оставя своето архитектурно наследство.